# 伊藤正徳 (競馬)
伊藤 正徳（いとう まさのり、1948年10月22日 - 2020年8月20日）は、兵庫県宝塚市出身（北海道静内郡静内町生まれ）の元調教師・騎手。
それぞれ騎手・調教師を務めた伊藤正四郎は父、伊藤雄二は義兄。

## 経歴
太平洋戦争後の混乱期に両親は離れて暮らしており、父・正四郎は阪神で調教師として活動し、母は静内で美容室を営んでいた。正徳は母元で育っていたが、小学校卒業直前に正四郎が結核に倒れ、見舞いに駆けつけた病床で正四郎から「騎手にならんか」と誘われる。この段階で乗馬経験がなかったため、1度は首を横に振ったが、正四郎はそれで納得する父ではなかった。基礎から教えるという条件をのんで騎手になる事を決意したが、実際に正四郎が教えてくれる事はなく、それからすぐに意識不明になって間もなく死去。正徳はその遺言を容れて宝塚市に移ったのち、阪神の厩舎に住み込んで中学校に通った。中学卒業後は上京し、大阪から10時間かけて馬事公苑へ行き、中央競馬騎手養成長期課程に第15期生として入所。同期には後にいずれも騎手顕彰者となる福永洋一、岡部幸雄、柴田政人らがおり、後年この15期生は「花の15期生」と称される。東京五輪があった1964年には白井分場や宇都宮育成牧場などを転々としたが、当時の馬事公苑の苑長が津軽義孝で、娘の正仁親王妃華子と話したこともあった。
父の師でもあった東京・尾形藤吉調教師に師事し、1968年に騎手デビュー。当時は徒弟制が色濃く上下関係が厳しい時代にあり、保田隆芳を筆頭に兄弟子が8人も在籍。尾形の靴を磨いたり、梅干しを漬けるような仕事もしたほか、兄弟子達の身の回りの世話もした。正徳は騎乗数を確保するだけでもひと苦労であったが、それでも数少ないチャンスを活かし、後には兄弟子を差し置いて多くの騎乗機会を与えられた。同年は3月2日の中山第7競走5才以上オープン・コキンホースで初騎乗を果たし（10頭中6着）、8月24日の東京第3競走障害4歳以上未勝利・フリートターフで初勝利を挙げる。同年には重賞で騎乗することは無かったが、オープン2戦でフイニイに騎乗して1勝を挙げた。初勝利時のパートナー・フリートターフで東京障害特別（秋）を制して重賞初勝利を挙げると、徐々に成績が安定しだし、1年目から2桁の13勝を挙げる。新人年の障害重賞勝利は瀬戸口勉・加賀武見・中西武信・星野信幸に続く5人目となったが、その後は1969年に田村正光が東京障害特別（春）・クインサーフで達成しており、2022年時点では田村が最後となっている。星野は同期で、瀬戸口、中西と共に平地含めた重賞初騎乗での勝利でもあった。
1971年には自己最多の23勝を挙げ、秋の福島開催では11月に2度の1日3勝をマークするなど13勝を記録し、11月14日には第8競走飯坂特別・ハーモンド→第9競走アラブ王冠（秋）・ムツミマサル→第10競走河北新報杯・フラワーヒルと3連勝した。以後も毎年の重賞勝利を重ね、1974年5月11日の東京第4競走4歳未勝利・ダイワゴールドで通算100勝を達成すると、1975年には尾形の息子である盛次の厩舎に移籍。1976年には8勝と2桁勝利が8年連続で止まり、重賞勝利も0に終わったため5年連続で止まったが、10年目の1977年にはラッキールーラで東京優駿を制覇。GI級レース及び八大競走初制覇を成し遂げ、花の15期生最初のダービージョッキーとなったほか、1938年にトクマサで制していた正四郎との史上2組目の親子制覇となった。
1980年には歌手として『おれでよければ』（作詞、作曲・四方章人）というEPレコードを発売し、10万枚を売り上げシルバーディスクを獲得している。調教師時代の2015年にはミルファームの清水敏代表が、この曲から命名した「オレデヨケレバ」が管理馬となった。1978年には同期である岡部の500勝達成記念パーティー「岡部幸雄騎手を励ます会」でも美声を披露し、五木ひろし「ふたりの旅路」を歌っている。このパーティーで挨拶も述べているが、岡部に「僕は技術にしても何にしても岡部君には負けます」としつつも、「ひとつだけ勝てるものがあります。僕はダービーに勝っているけど、岡部君はダービーを勝っていない」と言った。岡部はそれまで笑みを浮かべていたが、この言葉を聞いて無表情に一変した（岡部の制覇はその6年後）。
1981年夏の函館開催時に師匠の尾形が倒れて入院し、9月になっても体調が戻らず入院したままとなり、そんな状況下の同27日に師匠の管理馬であるメジロティターンでセントライト記念に臨んだ。レース前に師匠の尾形は89歳で死去したが、周囲の関係者は重賞が終わるまで正徳に教えないようにし、その約15分後に正徳は尾形最後の重賞勝利を挙げた。レース後に入院先の函館へ飛ぼうとしていたが、勝利騎手インタビューへ向かおうとしている時にその死を知った 。11月15日の東京第2競走3歳新馬・サクラダッシュで通算200勝を達成すると、1982年にはティターンとのコンビで天皇賞（秋）を制覇。これは正徳、盛次、ティターンいずれもが父子制覇という珍しい記録を伴った。その後、デビュー当初から減量に苦しんでいた事もあり、1983年の金杯（東）・ヨロズハピネスが最後の重賞勝利となる。1987年2月19日、調教師免許試験に合格。同28日の騎乗をもって騎手を引退し、最終日の中山第2競走4歳未勝利・ダイナスクエアで現役最後の勝利を挙げ、第6競走4歳新馬・ダイナクローネが最後の騎乗となった（16頭中8着）。通算2115戦282勝、うち八大競走2勝を含む重賞17勝。
引退後は管理馬房に空きがなかったことから藤吉の孫・尾形充弘の厩舎で1年を過ごし、1988年より開業。1990年にウィナーズゴールドがクイーンステークスを制し、調教師としての重賞初勝利を挙げた。1995年には関東4位（全国11位）の31勝を挙げ、優秀調教師賞を受賞。1996年にも34勝で前年に続き関東4位（全国6位）の成績を残し、同賞を2年連続で受けた。1999年春にはエアジハードがグラスワンダーを破って安田記念を制し、調教師としてGI競走を初制覇。同馬は秋にもマイルチャンピオンシップを制し、同年のJRA賞において最優秀短距離馬と最優秀父内国産馬の2部門に選出された。安田記念の時には競馬場に娘を連れて行ったが、正徳をそれを忘れるほど興奮した。1992年にデビューした門下生の後藤浩輝は3年目の1994年にフリーとなり、1996年のアメリカ滞在以降に大きく飛躍し関東の有力騎手となったが、その頃より正徳の管理馬への騎乗はなくなり、何らかの確執を生じたとも噂された。しかしやがて両者は再び接近し、2003年には後藤が騎乗するローエングリンが2重賞を制したほか、フランスのムーラン・ド・ロンシャン賞で2着といった成績を挙げた。新人の頃から国際志向が強く、地に足のつかない後藤を正徳は幾度もたしなめていたが、その一方で後藤の英語学習の費用を負担するなど陰では応援していた。以後の師弟コンビではローエングリンのほか、エアシェイディでも2009年にアメリカジョッキークラブカップを制した。しかし後藤は2012年より大きな落馬事故が重なったのち、2015年2月に自殺する。正徳は「俺より先に逝くのは卑怯だ、一番の親不孝だと言いたいが、それ以上に苦労していたんだと思う。（度重なる）怪我が原因とは思いたくないけど、張り詰めていたものがプツリと切れてしまったのかもしれない」などと語った。4月5日には中山で後藤を送る「メモリアルセレモニー」が開かれ、挨拶に立った正徳は「弟子を取るときに『歌のうまい子しか取らない』と言っていたら、本当にうまい子が来た。うちの馬ではあまり勝っていなくて、私は口うるさいだけの師匠でした。（後藤浩輝は）私の子供。こんなにいい子はいない。記録に残る騎手はたくさんいるけど、後藤は記憶に残る騎手でした」と語った。
2012年には福永洋一記念当日の高知で開かれた花の15期生の同期会に参加し、洋一を囲んでの会見ではエピソードを語った 。2016年には休苑前の馬事公苑を訪問し、思い出話に花を咲かせた。
2019年2月28日付けで定年のために調教師を引退。2020年に入ると体調を崩して入退院を繰り返し、同年8月20日に死去。71歳没。

## 成績

### 騎手成績
- 通算2115戦282勝[26]

重賞勝利騎乗馬（優勝競走）
1. 出典：『日本調教師会50年史』資料編・重賞競走成績
2. 競走名太字は八大競走。

- フリートターフ（1968年東京障害特別 (秋)）
- ヒガシライト（1970年日本短波賞）
- ヤシマライデン（1971年京成杯・東京4歳ステークス）
- ムツミマサル（1971年アラブ王冠 (秋)）
- リキショウ（1972年アラブ王冠 (春)）
- ハクホオショウ（1973年安田記念）
- ウエスタンダッシュ（1974年京成杯、1975年金杯 (東)）
- ラッキールーラ（1977年弥生賞・東京優駿）
- タケノハッピー（1980年クイーンステークス、1981年ダービー卿チャレンジトロフィー）
- メジロティターン（1981年セントライト記念、1982年日経賞・天皇賞・秋）
- ヨロズハピネス（1983年金杯 (東)）

その他
- シャダイターキン
- ハクエイホウ
- フイニイ
- ミノル

### 調教師成績
年度別成績
1. 中央競馬成績の出典は日本中央競馬会公式サイト調教師名鑑「伊藤正徳」より。

| 年     | 勝利 | 出走  | 勝率 | 重賞勝利管理馬（優勝競走）                                                                               |
| ------ | ---- | ----- | ---- | --- |
| 1988年 | 2勝  | 67回  | .030 | |
| 1989年 | 15勝 | 162回 | .093 | |
| 1990年 | 18勝 | 196回 | .092 | ウィナーズゴールド（クイーンステークス）                                                                 |
| 1991年 | 16勝 | 188回 | .085 | |
| 1992年 | 12勝 | 183回 | .066 | |
| 1993年 | 16勝 | 174回 | .092 | |
| 1994年 | 25勝 | 195回 | .128 | ホッカイセレス（中山牝馬ステークス、府中牝馬ステークス） シルキーローザ（タマツバキ記念）                |
| 1995年 | 31勝 | 213回 | .139 | マイネルブリッジ（NHK杯、福島記念）                                                                      |
| 1996年 | 34勝 | 215回 | .158 | |
| 1997年 | 26勝 | 222回 | .117 | マイネルブリッジ（七夕賞）                                                                               |
| 1998年 | 22勝 | 212回 | .104 | ツクバシンフォニー（エプソムカップ） エアデジャヴー（クイーンステークス） エアジハード（富士ステークス） |
| 1999年 | 21勝 | 202回 | .104 | エアジハード（安田記念、マイルチャンピオンシップ）                                                       |
| 2000年 | 22勝 | 205回 | .107 | フューチャサンデー（クイーンカップ）                                                                     |
| 2001年 | 21勝 | 223回 | .094 | |
| 2002年 | 32勝 | 278回 | .112 | ヒゼンホクショー（東京オータムジャンプ）                                                                 |
| 2003年 | 23勝 | 262回 | .088 | ローエングリン（中山記念、マイラーズカップ）                                                             |
| 2004年 | 20勝 | 274回 | .073 | |
| 2005年 | 20勝 | 214回 | .093 | ローエングリン（マイラーズカップ）                                                                       |
| 2006年 | 24勝 | 244回 | .098 | |
| 2007年 | 21勝 | 203回 | .103 | ローエングリン（中山記念） ネヴァブション（日経賞）                                                      |
| 2008年 | 20勝 | 189回 | .106 | エアシェイディ（アメリカジョッキークラブカップ）                                                         |
| 2009年 | 13勝 | 156回 | .083 | ネヴァブション（アメリカジョッキークラブカップ）                                                         |
| 2010年 | 16勝 | 176回 | .091 | ネヴァブション（アメリカジョッキークラブカップ）                                                         |
| 2011年 | 9勝  | 159回 | .057 | |
| 2012年 | 7勝  | 186回 | .038 | |
| 2013年 | 8勝  | 152回 | .053 | |
| 2014年 | 7勝  | 152回 | .046 | |
| 2015年 | 5勝  | 167回 | .030 | |
| 2016年 | 8勝  | 235回 | .034 | |
| 2017年 | 4勝  | 227回 | .018 | |
| 2018年 | 4勝  | 221回 | .018 | |
| 2019年 | 1勝  | 44回  | .023 | |

受賞歴
- 優秀調教師賞（関東）2回（1995年、1996年）

|            | 日付          | 競馬場・開催  | 競走名       | 馬名               | 頭数 | 人気 | 着順 |
| ---------- | ------------- | ------------- | ------------ | ------------------ | ---- | ---- | ---- |
| 初出走     | 1988年3月5日  | 2回東京3日8R  | 4歳上400万下 | トーヨーテイオー   | 14頭 | 5    | 11着 |
| 初勝利     | 1988年5月15日 | 1回新潟8日8R  | 4歳上400万下 | エイコーフィバー   | 13頭 | 11   | 1着  |
| 重賞初出走 | 1989年3月12日 | 2回京都6日11R | 中山記念     | アイアンシロー     | 13頭 | 12   | 13着 |
| 重賞初勝利 | 1990年9月30日 | 4回中山8日11R | クイーンS    | ウィナーズゴールド | 13頭 | 8    | 1着  |
| GI初出走   | 1989年5月21日 | 3回東京2日10R | 優駿牝馬     | エバープロスパー   | 24頭 | 8    | 9着  |
| GI初勝利   | 1999年6月13日 | 3回東京8日11R | 安田記念     | エアジハード       | 14頭 | 4    | 1着  |

## 厩舎所属者
- 藤原辰雄[27]
- 後藤浩輝[27]
- 伊坂重信（2003年 - 2005年、調教助手）のちに調教師